# Neoplocaederus leichneri
Neoplocaederus leichneri es una especie de escarabajo longicornio del género Neoplocaederus, tribu Cerambycini, subfamilia Cerambycinae. Fue descrita científicamente por Müller en 1941.

## Descripción
Mide 19-30 milímetros de longitud.

## Distribución
Se distribuye por Etiopía.